# Jo Walton
Jo Walton (Aberdare, 1º dicembre 1964) è una scrittrice e poetessa gallese naturalizzata canadese di romanzi di fantascienza e fantasy.

## Biografia
Nata ad Aberdare, Galles, nel 1964, vive e lavora a Montréal.
Laureata all'Università di Lancaster, dopo un breve soggiorno a Londra si è trasferita in Canada nel 2002.
È autrice di numerosi romanzi di genere fantasy e fantascientifico, di raccolte poetiche, manuali di giochi di ruolo e ha vinto i principali premi della narrativa fantastica.

## Opere

### Romanzi
- Serie Sulien
  - The King's Peace (2000)
  - The King's Name (2001)
  - The Prize in the Game (2002)
- Tooth and Claw (2003)
- Trilogia Small Change
  - Farthing (2006)
  - Ha'penny (2007)
  - Half a Crown (2008)
- Lifelode (2009)
- Un altro mondo (Among Others) (2011), Roma, Gargoyle, 2013 Traduzione di Benedetta Tavani ISBN 978-88-98172-17-7
- Le mie due vite (My Real Children) (2014), Roma, Gargoyle, 2014 Traduzione di Daniela Di Falco ISBN 978-88-98172-47-4
- Trilogia Thessaly
  - The Just City (2015)
  - The Philosophers Kings (2015)
  - Necessity (2016)

### Poesia
- Muses and Lurkers (2001)
- Sybils and Spaceships (2009)
- Starlings (2018)

### Miscellanea
- GURPS Celtic Myth (con Ken Walton) (1995)
- I regni della magia (Realms of Sorcery) (con Ken Walton) (2002), Capezzano Pianore, Nexus, 2004 ISBN 88-86149-62-X
- What Makes This Book So Great (2014)

## Riconoscimenti
- 2002 Premio John Wood Campbell per il miglior nuovo scrittore
- 2004 Premio World Fantasy
- 2008 Premio Prometheus
- 2011 Premio Nebula per il miglior romanzo
- 2012 Premio Hugo per il miglior romanzo
- 2014 Premio James Tiptree Jr.